# 1354
سنة 1354 كانت سنة بسيطة تبدأ يوم الأربعاء (الرابط يظهر نموذج التقويم الكامل للسنة) من التقويم اليولياني.

## الأحداث
- 19 يناير: تأسيس مدينة جيشوف وتقع حاليا في بولندا.

## مواليد
- ابن المقري
- الأشرف زين الدين شعبان
- ذو النون الزبيري الألواحي
- ريتشارد بايرون
- كونستانس من قشتالة (دوقة لانكاستر) دوقة لانكاستر

## وفيات
- أبو الحجاج يوسف الأول
- بيدرو أفونسو، كونت برشلونة مؤرخ برتغالي
- كولا دي رينزو سياسي إيطالي
- ماري من أفيسنيس
- مسعود الخصاصي